# Dottor Zoidberg
Il dottor John A. Zoidberg è un personaggio immaginario presente nella serie animata statunitense Futurama. È un alieno del pianeta Decapod 10.

## Il personaggio
Assomiglia ad un grosso astice antropomorfo con la testa che ricorda una seppia, specie per la fila di tentacoli digitiformi che gli nasconde la bocca, anche se nel corso della serie gli autori gli hanno attribuito capacità delle più varie creature marine, come il getto d'inchiostro delle piovre o la capacità di creare perle. Nell'episodio Mobius Dick della sesta stagione si scopre che, quando è follemente spaventato, gli cresce una folta chioma di capelli castani, che diventano immediatamente bianchi per la paura. In una puntata, quando ringiovanisce (insieme agli altri protagonisti), si scopre che il processo di crescita della sua specie presenta numerose metamorfosi dall'aspetto di svariate creature marine, tra cui trilobite, ostrica e polipi dei celenterati. Dimostra numerose volte di poter respirare sott'acqua per un periodo indefinito. Responsabile medico della Planet Express, non ha la minima conoscenza di anatomia umana: per questo non è riuscito a diventare un ricco dottore, come nei suoi sogni. Durante la prima stagione si stupisce di scoprire che è Bender il robot e non Fry, come aveva sempre creduto fino a quel momento.
Nonostante tutto conosce molto bene l'anatomia aliena, come afferma la stessa Mamma, con cui sembra essere in confidenza a tal punto da chiamarla con il vero nome, e dimostra stranamente di avere competenze in alcuni campi della chirurgia, come dimostrato in San Valentino decollato, in cui salva Fry attaccando la sua testa al corpo di Amy a seguito di un incidente spaziale, o ne Il colpo grosso di Bender in cui dimostra di saper suturare e riattaccare parti del corpo staccate ripristinando tutte le facoltà motorie (come la mano dl Professor Farnsworth o la testa di Hermes); altri due casi in cui dimostra di saper essere un ottimo dottore sono riscontrabili in Capra al curry, in cui ricostruisce completamente il corpo di Hermes Cornrad dopo che aveva preso la mania di sostituirlo con parti meccaniche rimettendogli addirittura il cervello (anche se non aveva risistemato bene i nervi), e in Puzza e sentimento, dove trapianta un naso nuovo alla sua ragazza, ripristinandole le facoltà olfattive. In Guerra dell'altro mondo diventa il medico del campo base militare dove sono stati inviati Fry e Bender dopo essere stati arruolati, mentre ne Il grande Da Vinci Zoidberg afferma di avere un dottorato in storia dell'arte.
Vorace divoratore di qualsiasi cosa, commestibile o meno (sono quattro le cose che non riesce a mangiare: i pastelli marroni, le lampadine fluorescenti, il tofu e soprattutto il cibo cucinato da Bender), è un vecchio amico del professor Farnsworth: i due si conobbero quando entrambi lavoravano sotto le direttive di "Mamma", quest'ultima li mandò in una spedizione alla ricerca dello Yeti tritoniano che Zoidberg avrebbe dovuto sventrare, lo Yeti graffiò Farnsworth e lui contrasse la malattia nota come ipermalaria tritoniana, che può uccidere all'istante o rimanere latente per anni, infatti si scopre che il professore assunse Zoidberg perché si erano fatti la promessa che il medico avrebbe effettuato l'eutanasia non appena i sintomi si manifestassero; il professore comincia a manifestare i sintomi ma Zoiberg non lo uccide perché capisce che ciò che affligge il professore è una malattia chiamata "yetismo", che presenta gli stessi sintomi. Grazie a un rimedio datogli da Mamma, Zoidberg cura Farnsworth. Se è molto arrabbiato gli cresce una cresta, stessa cosa quando sta per succedere qualcosa di grave o anche durante il suo periodo riproduttivo in cui in più diventa violento, e deve recarsi nel suo pianeta natale per accoppiarsi (senza successo, fortunatamente, dato che si scopre che gli esemplari maschili della sua specie muoiono dopo l'accoppiamento). Una volta, accompagnato dai suoi colleghi, accecato dall'amore ha sfidato e quasi ucciso il suo amico Fry (chiara citazione dell'episodio Il duello di Star Trek, serie classica). Il duello tuttavia si prolunga troppo facendogli perdere la frenesia del suo pianeta. Indirettamente, Fry, Leela e Bender gli hanno salvato la vita.
Suo zio è Harold Zoid, vecchio interprete di Olo-film comici muti, chiaramente ispirato a Harold Lloyd. In un episodio della terza stagione ("Un gambero da ridere") manifesta una forte determinazione ad abbandonare l'attività di medico a favore di una carriera da attore comico; per coronare questo sogno si rivolge allo zio attore, ed insieme organizzano (con l'aiuto di Bender ed il finanziamento di Calculon) le riprese di un lungometraggio basato su un copione (pseudo-drammatico) dello stesso Harold Zoid, che però si rivela un flop.
Le caratteristiche che lo contraddistinguono sono la perenne solitudine, giustificata dalla sua povertà e dal ribrezzo che ispira alla gente, l'involontaria ma catastrofica goffaggine, che lo porta a distruggere o danneggiare ogni oggetto (o, data la sua professione, paziente) su cui mette "le chele", e l'attitudine a divorare qualsiasi cosa a prescindere dalla sua commestibilità.
Il suo nome, come molti altri in Futurama, deriva da un videogioco degli anni ottanta, creato proprio da David X. Cohen.

## Altri media
- In I Simpson - Il videogioco viene chiamato dal creatore insieme a Bender per uccidere Homer e Bart, inoltre lo stesso Bart dichiara che lui è il personaggio doppiato da Billy West che gli piace di meno.